# Saad Zaghlul

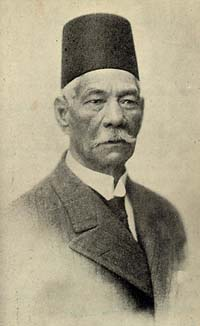
Saad Zaghlul Pascha

Saʿd ibn Ibrāhīm Zaghlūl Pascha (arabisch سعد بن إبراهيم زغلول باشا, DMG Saʿd b. Ibrāhīm Zaġlūl Paša) (* Juli 1859 in Ibyana; † 23. August 1927 in Kairo) war ein ägyptischer Politiker, der sich als Führer der nationalistischen Wafd-Partei für die ägyptische Unabhängigkeit einsetzte und 1924 ägyptischer Premierminister war. 

## Leben
Saʿd Zaghlūl studierte von 1873 bis 1880 an der al-Azhar-Universität in Kairo.
Von 1907 bis 1910 war er ägyptischer Erziehungsminister. Während dieser Zeit bemühte er sich um die Reform von Regierungsbehörden und gründete eine Schule für Qādīs, die direkt dem Erziehungsministerium unterstellt war. Zwischen 1910 und 1912 fungierte er als Justizminister.
Seine Inhaftierung am 8. März 1919 löste Streiks und Massendemonstrationen aus. Am 9. März 1919 brach in Ägypten die erste Revolution aus. In Kairo organisierten Studenten des Rechts an der al-Azhar-Universität Massenproteste, die sich schnell über ganz Ägypten verbreiteten. Zaghlul und drei weitere Führer der Wafd-Partei wurden nach Malta verbannt. Daraufhin kam es zu gewaltsamen Zusammenstößen zwischen Wafd-Anhängern und britischem Militär, in deren Verlauf innerhalb von drei Wochen etwa 800 Ägypter getötet wurden. Am 7. April 1919 genehmigte die britische Regierung die Rückkehr der Verbannten.

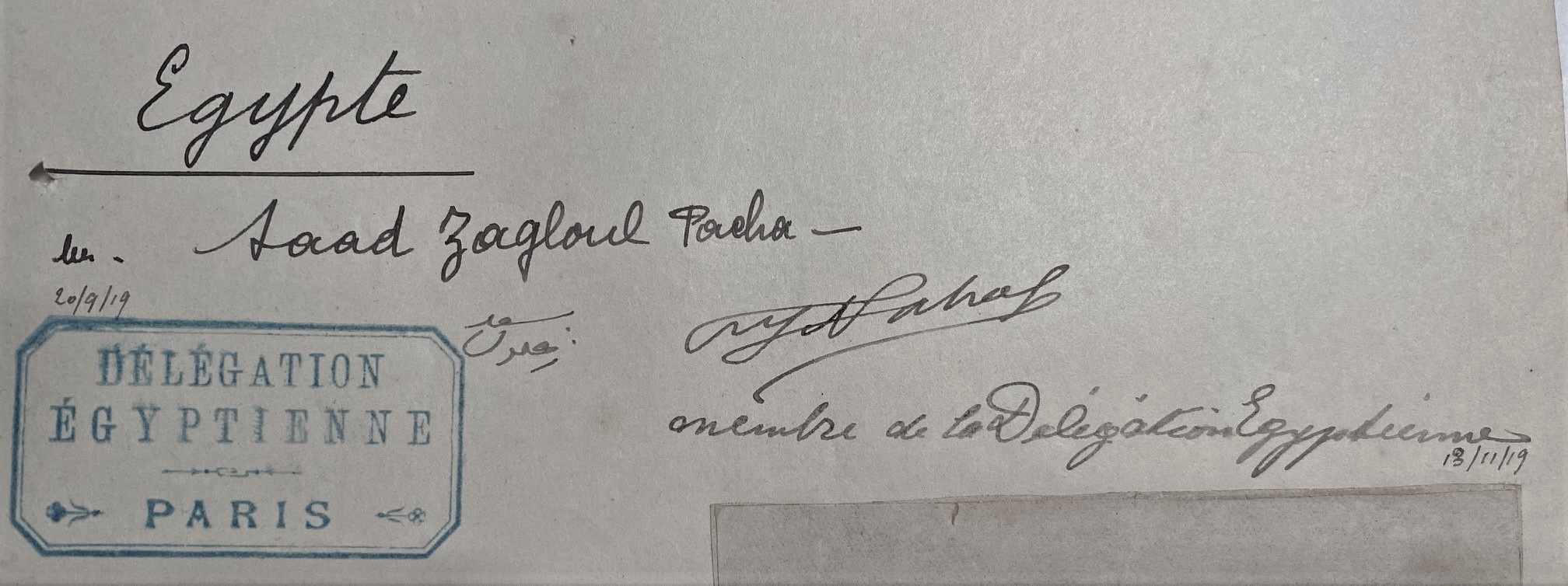
Unterschrift von Saad Zaghlul als Leiter der ägyptischen Delegation bei den Friedensverhandlungen in Versailles 1919.

Am 11. April 1919 legte eine Delegation der Wafd der Pariser Friedenskonferenz die Forderung nach der ägyptischen Unabhängigkeit vor. Diese Delegation wurde von Zaghlul geleitet, weitere Mitglieder waren Hamad Mahmoud El Bassel und Abdel Latif Mikabbaty. Diese Forderung scheiterte, da sich die USA dagegen aussprachen. Zaghlul wurde erneut verhaftet und zunächst nach Aden, später auf die Seychellen gebracht. Nach der Unabhängigkeit war die Wafd für mehrere Jahrzehnte die politisch dominierende Kraft in Ägypten. In der Wahl vom 12. Januar 1924 erreichte sie eine überwältigende Mehrheit. Am 26. Januar 1924 wurde Zaghlul zum Premierminister ernannt. 
Nach der Ermordung von Sir Lee Stack, dem Gouverneur des Sudans, musste Zaghlul im Gefolge der Sudankrise auf britischen Druck hin am 23. November 1924 zurücktreten. Der britische Hochkommissar Lord Allenby verdächtigte ihn zu Unrecht einer Verantwortung an dem Attentat auf Stack.
Nach dem Verstorbenen nannte sich 11 Jahre später, 1938, eine Abspaltung der Wafd, die Saadist Institutional Party (SIP), die zur liberalen Tradition der Monarchisten des Landes gerechnet wird. Sie regierte das Land vom 10. Oktober 1944 bis zum 17. Februar 1946.